# Peter Wylde
Peter Wylde, född den 30 juli 1965 i Boston, är en amerikansk ryttare.
Han tog OS-guld i lagtävlingen i hoppning i samband med de olympiska ridsporttävlingarna 2004 i Aten.